# Martyna Buliżańska
Martyna Buliżańska (* 6. Januar 1994 in Kujawien) ist eine polnische Dichterin.

## Leben
Buliżańska debütierte 2011 als Lyrikerin in der Anthologie Poetyckie debiutu 2010, die im Rahmen des Projekts Połów (Fang) des Verlags Biuro Literackie entstanden ist.
2013 erschien ihr erster Gedichtband moja jest ta ziemia, für den sie mit dem Breslauer Lyrikpreis Silesius für das Debüt des Jahres ausgezeichnet wurde.
Sie lebt in Toruń und studiert Polonistik an der dortigen Nikolaus-Kopernikus-Universität.

## Bibliografie
- moja jest ta ziemia, 2013 (Gewinner des Breslauer Lyrikpreises Silesius 2014)
- wizyjna, 2017